# Mustela felipei
Mustela felipei är ett rovdjur i familjen mårddjur som förekommer i nordvästra Sydamerika.
Arten är bara känd från två av Colombias departement, Huila och Cauca. Dessutom hittades en enda individ i norra Ecuador. Habitatet utgörs av skogar längs vattendrag i 1 700 till 2 700 meter höga bergstrakter. Det vetenskapliga namnet hedrar den amerikanska zoologen Philip "Don Felipe" Hershkovitz.
Vuxna individer når en kroppslängd (huvud och bål) av cirka 22 cm, en svanslängd av 11,5 cm och en vikt av 120 till 150 g. Det gör arten till ett av de minsta rovdjuren. Den är bara lite större än en vessla, men något mindre än hermelinen. Pälsen har på ovansidan en svartbrun färg och är vid buken orange till vitgul. Kännetecknande är en mörk fläck på strupen och bröstet som är liksom ovansidan svartbrun. Fläcken är 15 till 50 mm lång. Artens tandformel är I 3/3, C 1/1, P 3/3, M 1/2, alltså 34 tänder i hela tanduppsättningen.
Det är nästan inget känd om djurets levnadssätt. På grund av väl utvecklad simhud mellan tårna antas att den ofta vistas i vattnet. För att fånga ett exemplar användes majs och en burk med sardiner som bete.
Arten är mycket sällsynt. Fram till 1999 observerades den bara 10 gånger. I utbredningsområdet omvandlas skog till jordbruksmark. IUCN listar Mustela felipei som sårbar (VU) men påpekar att hotet kan vara allvarligare.